# Relapso
En el Derecho canónico de la Iglesia católica, se llama relapso al «hereje que recae en el error del que había abjurado. La Iglesia concede con más dificultad absolución a los relapsos que a los que no cayeron más que una vez en la herejía. Exige de los primeros mayores y más largas pruebas que de los segundos porque teme, con razón, que profanen los sacramentos si les permite recibirlos. En los países donde había inquisición, los herejes relapsos eran condenados a la hoguera y, en los primeros siglos, los idólatras relapsos eran excluidos para siempre de la sociedad de los cristianos».

## Inquisición española
Los inquisidores establecían tres categorías de acusados:
- aquellos de los que se piensa que son culpables pero no se han hallado pruebas suficientes para demostrarlo y que además alegan que son inocentes
- los que confiesan que son culpables (convictos y confitentes)
- los pertinaces, que son los que reinciden tras una primera condena y los que lo son por primera vez y se niegan a confesar su culpabilidad a pesar de las pruebas reunidas contra ellos.

A las primeras categorías se les permite la reconciliación: poderse reintegrar a la Iglesia tras haber abjurado de sus errores. La tercera categoría de acusados, la de los pertinaces, se dividía en tres grupos:
- el de los penitentes relapsos, los reincidentes que han confesado su culpabilidad y se han arrepentido
- el de los impenitentes no relapsos, los que siendo culpables no han confesado ni se han arrepentido, pero no son reincidentes
- el de los impenitentes relapsos, los que reinciden y siguen sin confesar su culpabilidad.

A los relapsos les espera la hoguera, aunque con una notable diferencia: los penitentes serán estrangulados antes de ser quemados; los impenitentes serán quemados vivos.